# مجزرة سعسع
تشير مجزرة سعسع إلى المجزرتين التي ارتكبتهما قوات الهاغاناه خلال عام 1948 في قرية سعسع. الأولى وقعت في منتصف شباط 1948 والثانية في أواخر تشرين الأول 1948. ففي ليلة 14-15 من شباط دمرت القوات الإسرائيلية عشرين منزلاً فوق رؤوس أصحابها، وكانت حصيلة هذه المجزرة قتل حوالي 60 من أهالي القرية، معظمهم من النساء والأطفال. أما المجزرة الثانية فقد ارتكبت في 30 تشرين الأول يوم احتلال القرية في سياق عملية حيرام.

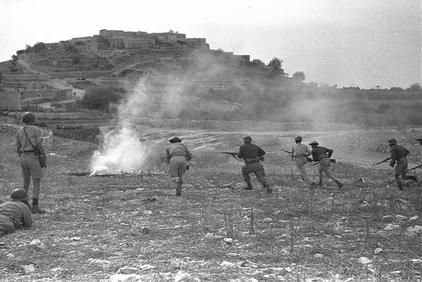
وحدة بلماح تهاجم قرية سعسع.

الجيش الإسرائيلي خلال اجتياح سعسع في 30 أكتوبر 1948.

## التفاصيل
سعسع كانت قرية فلسطينية في قضاء صفد، تبعد 31 كم شمال شرق مدينة صفد و 4 كم من الحدود مع لبنان. كان عدد سكانها عام 1945م "1130" نسمة. ارتكبت قوات الهاغاناه مجزرتين في سعسع خلال سنة واحدة عام 1948م، وقد احتلتها بينما كان حكم الانتداب البريطاني قائماً في فلسطين. وقعت المجزرة الأولى في منتصف شباط 1948 والثانية في أواخر تشرين الأول 1948.

### شباط 1948
في ليلة 14-15 من شباط/فبراير عام 1948م، هاجمت قوة من كتيبة «البالماخ» الثالثة التابعة لـ«الهاغاناه» قرية سعسع، تحت ذريعة أن القرية كانت تُستخدم قاعدة للمقاتلين الفلسطينيين، حسب ما أورده كتاب تاريخ الهاغاناة. لكن التقارير الصحافية في تلك الفترة كذبت الزعم أن القرية كانت تُستخدم قاعدة عسكرية. وكانت الأوامر الصادرة عن «إيغال آلون»، قائد البالماخ في الشمال، لقائد الكتيبة «موشيه كلمان» هي أن ينسف عشرين بيتاً ويصيب أكبر عدد ممكن من المقاتلين. ووفقا لإيلان بابيه قد نصت الاوامر على ان يجب تقرأ «المقاتلين» «القرويين». ففي منتصف الليل تسلل المسلحون إلى القرية وزرعوا العبوات الناسفة حول المنازل وأشعلوا الصواعق،
فكانت النتيجة أنه دمر 20 منزلاً فوق رؤوس أصحابها، بالرغم من أن أهل القرية قد رفعوا الأعلام البيضاء. وأسفر ذلك عن مقتل حوالي 60 شخصا من أبناء القرية، معظمهم من النساء والأطفال. ثم انسحب المسلحون تحت ستار الليل. صرح موشيه كلمان حول العملية: «لم تكن عملية سعسع عملية احتلال عسكري في وضح النهار بل عملية اضرب واهرب ليلية قائمة على توغل سريع في ارض العدو ومفاجأته وضربه». اعتبرت صحيفة نيويورك تايمز الغارة دليلاً على أن القوات الصهيونية بادرت إلى الهجوم في الجليل الشمالي.

### تشرين الأول 1948
أما المجزرة الثانية، فقد ارتكبت في 30 تشرين الأول/أكتوبر عام 1948م، في إطار تنفيذ عملية حيرام لاحتلال الجليل. وقد تركزت الخطة التي وضعت لعملية حيرام على قرية سعسع الواقعة عند مفترق طرق ذي أهمية إستراتيجية خاصة. إشترك في العملية أربعة ألوية إسرائيلية واطلق اللواء شفيع (السابع) العملية البرية الأساسية. حيث تقدم من صفد واحتل قرية ميرون وقرية صفصاف وجبل الجرمق المشرف على قرية سعسع. ثم أخذ بقصف القرية من موقعه في جبل الجرمق بكل أنواع الأسلحة تمهيداً لاقتحامها رغم عدم وجود مقاومة فيها. ثم بدأ الهجوم البري، فتم احتلال القرية وقتل العشرات من السكان وطرد من تبقى منهم.
ويوجد هناك ادعاءات بحدوث جرائم حرب في هذا الوقت. حيث أفاد رئيس أركان الهاغاناه يسرائيل غاليلي حول مجزرة سعسع: «أن عملية احتلال قرية سعسع قام بها اللواء السابع» شيفع«حيث استولى عليها بيسر وإن الوحدة نفذت أعمال قتل جماعي في القرية اثر ذلك.»
وأشار تحقيق رسمي أجراه الميجور عمانوئيل يالان إلى أن بعض القرويين، بما فيهم العجزة، ربما قُتلوا بعد احتلال القرية. ومع ذلك، تبقى الملفات ذات الصلة مغلقة للمؤرخين.

## القرية بعد الإحتلال
وصف المؤرخ الفلسطيني وليد الخالدي بقايا القرية في عام 1992م:«لا يزال بعض أشجار الزيتون العتيقة حيث كان، كما لا يزال عدد من المنازل والحيطان قائماً. بعض هذه المنازل يستعمله حالياً سكان المستعمرة؛ ولأحدها مدخل مقنطر ونوافذ مقنطرة. وقد حُوّل قسم كبير من الأراضي المجاورة إلى غابات، أما الباقي فيستغله المزارعون الإسرائيليون.»